# 17-й истребительный авиационный полк (2-го формирования)
17-й истребительный авиационный полк — воинское подразделение вооружённых СССР в Великой Отечественной войне.

## История
Полк сформирован 27 июля 1941 года в Люберцах путём выделения из состава 16-го истребительного авиационного полка ПВО при переформирование по штату 015/134. Название «2-го формирования» в определённой степени условно: просто в 1941 году в ВВС РККА действовало два истребительных полка с одним и тем же номером. Можно предположить, что поскольку полк формировался в составе войск ПВО страны ему и был присвоен номер полка ПВО, в то время как в ВВС РККА существовал полк с этим номером — у различных родов войск была своя нумерация. Полк был вооружён истребителями МиГ-3.
В составе действующей армии во время Великой Отечественной войны с 27 июля 1941 по 5 января 1942 года.
По формировании в конце июля 1941 года поступил в 6-й истребительный авиационный корпус ПВО, прикрывавший Москву, но уже в конце августа 1941 года переброшен под Ленинград. Там полк в течение сентября 1941 года вылетал в районе Кириши, Мга, прикрывая советские войска, но уже к октябрю 1941 года был выведен на переформирование. За два месяца боевых действий лётчики полка сделали 650 боевых вылетов, провели 12 воздушных боёв, в которых было сбито 3 самолёта противника, при собственных потерях в 4 машины.
5 января 1942 года переименован в 485-й истребительный авиационный полк.

## Наименования полка
За весь период своего существования полк несколько раз менял своё наименование:
- 17-й истребительный авиационный полк
- 485-й истребительный авиационный полк
- 72-й гвардейский истребительный авиационный полк
- 72-й гвардейский Полоцкий истребительный авиационный полк
- 72-й гвардейский Полоцкий ордена Суворова III степени истребительный авиационный полк
- 458-й гвардейский Полоцкий ордена Кутузова истребительный авиационный полк
- Полевая почта 42135

## Подчинение
| Дата            | Фронт (округ)            | Армия | Корпус                                    | Дивизия                                 | Примечания          |
| --------------- | ------------------------ | ----- | ----------------------------------------- | --------------------------------------- | ------------------- |
| 01.08.1941 года | Московский военный округ | -     | 6-й истребительный авиационный корпус ПВО | 39-я истребительная авиационная дивизия | -                   |
| 01.09.1941 года | Ленинградский фронт      | -     | -                                         | 39-я истребительная авиационная дивизия | -                   |
| 01.10.1941 года | -                        | -     | -                                         | -                                       | на переформировании |
| 01.11.1941 года | -                        | -     | -                                         | -                                       | на переформировании |
| 01.12.1941 года | -                        | -     | -                                         | -                                       | на переформировании |
| 01.01.1942 года | -                        | -     | -                                         | -                                       | на переформировании |

## Статистика боевых действий
Всего за 1941 год полком:
| Выполнено боевых вылетов | Сбито самолётов в воздухе | Уничтожено самолётов всего |
| ------------------------ | ------------------------- | -------------------------- |
| 650                      | 3                         | 3                          |

Свои потери:
| Потеряно самолётов, всего | Погибло лётчиков всего |
| ------------------------- | ---------------------- |
| 6                         | 4                      |

## Самолёты на вооружении
| Период      | Самолёты |
| ----------- | -------- |
| 1941 — 1942 | МиГ-3    |